# Баблер-рихталик довгохвостий
Ба́блер-рихталик довгохвостий (Spelaeornis longicaudatus) — вид горобцеподібних птахів родини тимелієвих (Timaliidae). Ендемік Індії.

## Опис

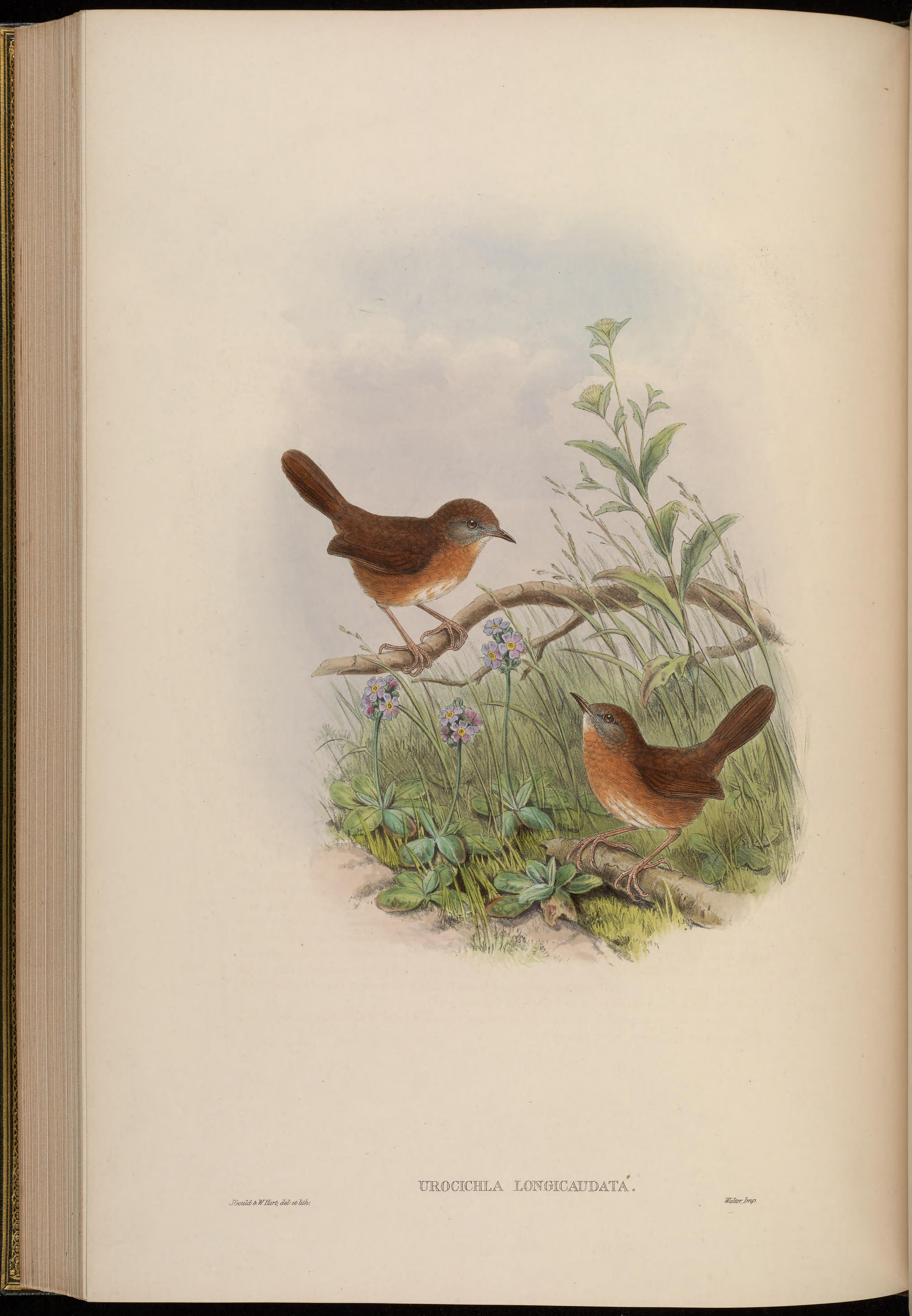
Довгохвості баблери-рихталики

Довжина птаха становить 11-12 см. Верхня частина тіла коричнева, нижня частина тіла світло-рудувато-жовта. Скроні сірі. Хвіст відносно довгий.

## Поширення і екологія
Довгохвості баблери-рихталики поширені у Північно-Східній Індії на південь від Брахмапутри. Вони мешкають в горах Кхасі в штаті Мегхалая, в горах Північного Качару в штаті Ассам та в горах Нага в штаті Нагаленд. Живуть у густому підліску вологих гірських тропічних лісів. зустрічаються на висоті від 1000 до 2000 м над рівнем моря, поодинці або парами. Живляться комахами. Сезон розмноження триває з квітня по червень.

## Збереження
МСОП класифікує цей вид як вразливий. За оцінками дослідників, популяція довгохвостих баблерів-рихталиків становить від 3500 до 15000 птахів. Їм загрожує знищення природного середовища.